# Josep Antoni Alcover i Tomàs
Josep Antoni Alcover i Tomàs (Caracas, 1954) és un zoòleg i paleontòleg.
Treballa com a investigador a l'IMEDEA (Institut Mediterrani d'Estudis Avançats) (CSIC-UIB) i és investigador associat del Departament de Mamífers del Museu Americà d'Història Natural de Nova York. Els seus estudis s'han centrat en la fauna fòssil de les Balears i les Canàries. També s'ha ocupat de la primera colonització humana de les Balears. Ha publicat diversos articles sobre els vertebrats i els mamífers fòssils de les Balears i sobre el Myotragus balearicus. És coautor de Les quimeres del passat. Els vertebrats fòssils del Plio-quaternari de les Balears i Pitiüses (1981). Coordinà, amb Helmet Hemmer, la Història biològica del ferreret (1984), treball dedicat a l'estudi del baleaphryne muletensis. Ha participat en l'obra Biogeography anv ecology of the Pityusic islands (1984). El 2012 va identificar una nova espècie de mussol fòssil a Madeira.

## Obres
- ALCOVER, Josep Antoni. Els mamifers de les Balears. Palma: Moll 1979.
- ALCOVER, Josep Antoni; MOYA SOLÀ, Salvador I PONS MOYÀ, Joan. Les Quimeres del Passat: els fòssils del Plio-quaternari de les Balears i Pitiüses. Palma, 1981.
- ALCOVER, Josep Antoni i MUNTANER, Jordi. Els quiròpters de les Balears i Pitiüses: una revisió. "Endins" 12 (1986) 51-63.
- ALCOVER, Josep Antoni; RAMIS, Damià; COLL, Jaume; TRIAS, Miquel. Bases per al coneixement del contacte entre els primers colonitzadors humans i la naturalesa de les Balears. "Endins" 24 (2001) 5-57.
- RAMIS, Damià; ALCOVER, Josep Antoni; COLL, Jaume; TRIAS, Miquel. The Chronology of the Firs Settlement of the Balearic Islands. "Journal of Mediterranean Archaeology" 15 (2002) 3-24.
- ALCOVER, Josep Antoni. Disentangling the Balearic first settlement issues. "Endins" 26 (2004)1-14.
- ALCOVER, Josep Antoni. Agulles d'ós, domesticació de Myotragus balearicus, la cova de Moleta Petita, datacions neolítiques i calcolítiques, productes d'ivori d'elefant i estratigrafia de la balma de Son Matge: problemes d'higiene documental i cronològica als dipòsits càrstics de Mallorca. "Endins" 27 (2005) 211-224.
- ALCOVER, Josep Antoni; TRIAS, Miquel; ROVIRA, Salvador. Noves balmes metal·lúrgiques a les muntanyes d'Escorca i de Pollença. "Endins" 31 (2007)161- 178.